# Иоанн (префект претория)
Иоанн (лат. Iohannes) — римский политический деятель конца IV века — начала V века.
Около 394 года Иоанн был нотарием. В 408 году он занимал должность примицерия нотариев. Примерно в 409 году Иоанн стал магистром оффиций при ставленнике готов императора Приске Аттале. Известно, что Аттал не послушал Иоанна, когда он посоветовал ему сместить комита Африки Гераклиана при помощи хитрости, а именно — от имени легитимного государя Гонория. Также Иоанн дважды находился на посту префекта претория Италии — в 412—413 и 422 годах. Он был близким другом вестготского царя Алариха I.